# ハロプロ台湾
ハロプロ台湾（はろぷろたいわん）は、台湾を中心に活動しているハロー!プロジェクトのグループ及びメンバーの総称である。

## 概要
ハロー!プロジェクトでは、2008年に台湾でのオーディション「早安家族New Star」を開催した。同オーディションにより6名の合格者と2名の特別賞受賞者がハロー!プロジェクトに所属することになった。ハロプロ台湾とはこれらのハロー!プロジェクトの台湾出身メンバーの総称である。

## 略歴
2008年
- 9月、「早安家族New Star」の合格者が発表された。

2009年
- 1月、ハロー!プロジェクトの公式サイトにワンダフルハーツ及びエルダークラブと並ぶカテゴリとしてハロプロ台湾が新設された。同時点で所属するのはアイスクリー娘。のみ。
- 1月から2月にかけて開催されたHello! Project 2009 Winterにおいてアイスクリー娘。がデビュー曲を披露した他、早安幼幼組の2名も「月島きらりwith呉兆絃・藍愛子」として月島きらり starring 久住小春 (モーニング娘。)の曲「はぴ☆はぴ サンデー!」に参加した。
- 3月、ハロー!プロジェクトの公式サイトのハロプロ台湾のカテゴリに所属グループとして新たにフランシス&愛子が掲載された。
- 9月14日、フランシス&愛子が「大小姐」として2009年9月15日に台湾で正式デビューすることが発表された[2]。

2010年
- 11月、アイスクリー娘。が公式サイトのアーティスト一覧より削除された。

2012年
- 5月、大小姐が公式サイトのアーティスト一覧より削除された。これにより、全メンバーのプロフィールから削除した。

## 元メンバー
- アイスクリー娘。
  - シェンシェン（吳思璇：喜樂） リーダー
  - アンチー（鍾安琪：安琪） サブリーダー
  - ヨウコ（趙國蓉：燈泡）
  - ペイペイ（曾德萍：傻白）
  - レイレイ（邱翠玲：阿翠）
  - グーチャン（古筠：小筠）
- 大小姐
  - フランシス（呉兆絃）
  - 愛子（藍愛子）